# Andrej Jurjevič
Andrej Jurjevič, slovenski veteran vojne za Slovenijo, * 24. maj 1964, Ljubljana. 
Dosegel je podčastniški čin višjega praporščaka Slovenske vojske, kjer je zaposlen.
Je publicist, poveljnik zastavonoš na državnih proslavah - protokol, publicist, pisec več strokovnjih knjig ter idejni vodja oz. pobudnik literarnega natečaja »Moja rodna domovina« za učence slovenskih o.š.  

## Odlikovanja in priznanja
- spominski znak Obranili domovino 1991 (24. oktober 2000)
- spominski znak Borovnica (24. oktober 2000)
- spominski znak Hrast (6. oktober 1999)
- spominski znak Kanal (6. oktober 1999)